# Myospila compressipalpis
Myospila compressipalpis este o specie de muște din genul Myospila, familia Muscidae. A fost descrisă pentru prima dată de Stein în anul 1910.
Este endemică în Seychelles. Conform Catalogue of Life specia Myospila compressipalpis nu are subspecii cunoscute.